# Championnat de Norvège de football américain
Le Championnat de Norvège de football américain est une compétition sportive réunissant l'élite des clubs norvégiens amateurs de football américain depuis 1986.
Cette compétition est organisée depuis 2010 par la Fédération Norvégienne des sports américains (Norges Amerikanske Idretters Forbund en norvégien ou Norwegian Federation of American Sports en anglais) ayant succédé à la Norwegian American Football and Cheerleading Federation (Norges Amerikansk Fotball og Cheerleading Forbund en norvégien).

## Organisation
Les équipes de football américain en Norvège sont réparties en plusieurs catégories :
- La Division Élite comprenant les quatre ou cinq meilleures équipes (un système de relégation est prévu) ;
- La 1re division comprenant 4 équipes (système de montée et de descente prévu) ;

- La 2e division comprenant le reste des clubs (en 2018, 13 équipes).
La compétition Élite débute par une phase régulière de type championnat (matchs en aller-retour). Elle se prolonge par un tour de wild-card au cours duquel une ou deux équipes de la Division 1 (champion et éventuellement le vice-champion) affrontent la ou les deux dernières équipes de la division Élite. Les vainqueurs du tour de wild card rencontrent en demi-finales les deux premières équipes le la saison régulière de la Division Élite. 
La finale dénommée le Norwegian Bowl détermine le champion national.
Son vainqueur est qualifié pour jouer la Northern European Football League.

## Championnat 2019

### Équipes de la saison régulière en Division Élite
- Eidsvoll 1814s
- Oslo Vikings (en)
- Vålerenga Trolls
- Kristiansand Gladiators (en)
- Sarpsborg Olavs Menn (it)

### Champion de la Division 1
- Sand Falcons (seule équipe qualifiée en Division 1 pour le tour de wild card)

### Tour de wild card
- Kristiansand Gladiators - Sand Falcons : 62 - 06
- Sarpsborg Olavs Menn - Vålerenga Trolls : 63 - 34

### Demi-finales
- Eidsvoll 1814s - Kristiansand Gladiators : 68 - 13
- Oslo Vikings - Sarpsborg Olavs Menn : 63 - 14

### Finale
- Eidsvoll 1814s - Oslo Vikings : 26 - 06

## Palmarès
| Date            | Vainqueur                             | Score                              | Finaliste                                   |
| --------------- | ------------------------------------- | ---------------------------------- | ------------------------------------------- |
| 1986            | Oslo Trolls (futurs Vålerenga Trolls) | 57-03                              | Westside Vikings (futurs Oslo Vikings (en)) |
| 1987            | Oslo Trolls                           | 68-06                              | Westside Vikings                            |
| 1988            | Oslo Trolls                           | 22-0                               | Westside Vikings                            |
| 1989            | Oslo Trolls                           | 33-0                               | Westside Vikings                            |
| 1990            | Westside Vikings                      | 66-03                              | Oslo Trolls                                 |
| 1991            | Westside Vikings                      | 99-07                              | Asker Lynx                                  |
| 1992            | Westside Vikings                      | 34-0                               | Oslo Trolls                                 |
| 1993            | Vålerenga Trolls                      | 62-19                              | Oslo Vikings                                |
| 1994            | Vålerenga Trolls                      | 67-0                               | Oslo Vikings                                |
| 1995            | Vålerenga Trolls                      | 57-0                               | Oslo Vikings                                |
| 1996            | Vålerenga Trolls                      | 69-0                               | Oslo Vikings                                |
| 1997            | Vålerenga Trolls                      | 54-0                               | Oslo Vikings                                |
| 1998            | Oslo Vikings                          | 20-14                              | Vålerenga Trolls                            |
| 1999            | Oslo Vikings                          | 28-14                              | Eidsvoll 1814s                              |
| 2000            | Oslo Vikings                          | 69-21                              | Eidsvoll 1814s                              |
| 2001            | Eidsvoll 1814s                        | 24-07                              | Oslo Vikings                                |
| 2002            | Oslo Vikings                          | 24-21                              | Vålerenga Trolls                            |
| 2003            | Vålerenga Trolls                      | 41-31                              | Eidsvoll 1814s                              |
| 2004            | Eidsvoll 1814s                        | 55-48                              | Vålerenga Trolls                            |
| 2005            | Eidsvoll 1814s                        | 21-07                              | Vålerenga Trolls                            |
| 2006            | Eidsvoll 1814s                        | 34-19                              | Oslo Vikings                                |
| 2007            | Eidsvoll 1814s                        | 30-27                              | Oslo Vikings                                |
| 2008            | Eidsvoll 1814s                        | 46-0                               | Oslo Vikings                                |
| 2009            | Eidsvoll 1814s                        | 60-40                              | Oslo Vikings                                |
| 2010            | Eidsvoll 1814s                        | 19-12                              | Oslo Vikings                                |
| 2011            | Oslo Vikings                          | 48-20                              | Eidsvoll 1814s                              |
| 7 juillet 2012  | Oslo Vikings                          | 28-13                              | Kristiansand Gladiators (en)                |
| 6 juillet 2013  | Eidsvoll 1814s                        | 28-07                              | Kristiansand Gladiators                     |
| 12 juillet 2014 | Kristiansand Gladiators               | 24-21                              | Eidsvoll 1814s                              |
| 5 juillet 2015  | Lura Bulls                            | 40-18                              | Eidsvoll 1814s                              |
| 2 juillet 2016  | Oslo Vikings                          | 14-07                              | Eidsvoll 1814s                              |
| 8 juillet 2017  | Oslo Vikings                          | 51-07                              | Eidsvoll 1814s                              |
| 7 juillet 2018  | Oslo Vikings                          | 65-0                               | Asane Seahawks (en)                         |
| 6 juillet 2019  | Oslo Vikings                          | 26-06                              | Eidsvoll 1814s                              |
| 2020            | Saison annulée (Pandémie Covid-19)    | Saison annulée (Pandémie Covid-19) | Saison annulée (Pandémie Covid-19)          |

### Tableau d'honneur
| Rang | Club                                         | Nombre de titres | Dernier titre | Nombre de finales perdues | Dernière défaite en finale |
| ---- | -------------------------------------------- | ---------------- | ------------- | ------------------------- | -------------------------- |
| 1    | Oslo Vikings (en) / ex Westside Vikings (en) | 13 (10+3)        | 2019 / 1992   | 15 (11+4)                 | 2010 / 1989                |
| 2    | Vålerenga Trolls / ex Oslo Trolls            | 10 (6+4)         | 2003 / 1989   | 6 (4+2)                   | 2005 / 1992                |
| 3    | Eidsvoll 1814s                               | 9                | 2013          | 9                         | 2019                       |
| 4    | futurs Vålerenga Trolls                      | 4                | 1989          | 2                         | 1992                       |
| 5    | Kristiansand Gladiators (en)                 | 1                | 2014          | 2                         | 2013                       |
| 6    | Lura Bulls                                   | 1                | 2015          | -                         | -                          |

## Statistiques
- Plus grand nombre de victoires en finale : 10 pour Oslo Vikings
- Plus grand nombre de participations à une finale : 21 pour Oslo Vikings
- Victoire la plus large en finale : 92 (Westside Vikings 99-7 Asker Lynx en 1987)
- Plus grand nombre de points marqués en finale : 106 (Westside Vikings 99-7 Asker Lynx en 1987)
- Victoire la moins large en finale : 3 points pour trois matchs (Oslo Vikings 24-21 Vålerenga Trolls en 2002 - Eidsvoll 1814s 30-27 Oslo Vikings en 2007 - Kristiansand Gladiators 24-21  Eidsvoll 1814s en 2014)
- Plus petit nombre de points marqués en finale : 21 (Oslo Vikings 14-7 Eidsvoll 1814s, en 2016)